# Ayen
Ayen est une commune française du département de la Corrèze, dans la région Nouvelle-Aquitaine, en France.

## Géographie
Ayen est situé en Nouvelle-Aquitaine mais sur une des buttes témoins du Périgord blanc qui se prolongent sur le bassin sédimentaire du pays de Brive en formant l'Yssandonnais. Terre argilo-calcaire et non granitique, la commune est arrosée par l'Elle qui y prend sa source et par le Roseix, affluent et sous-affluent respectifs de la Vézère.

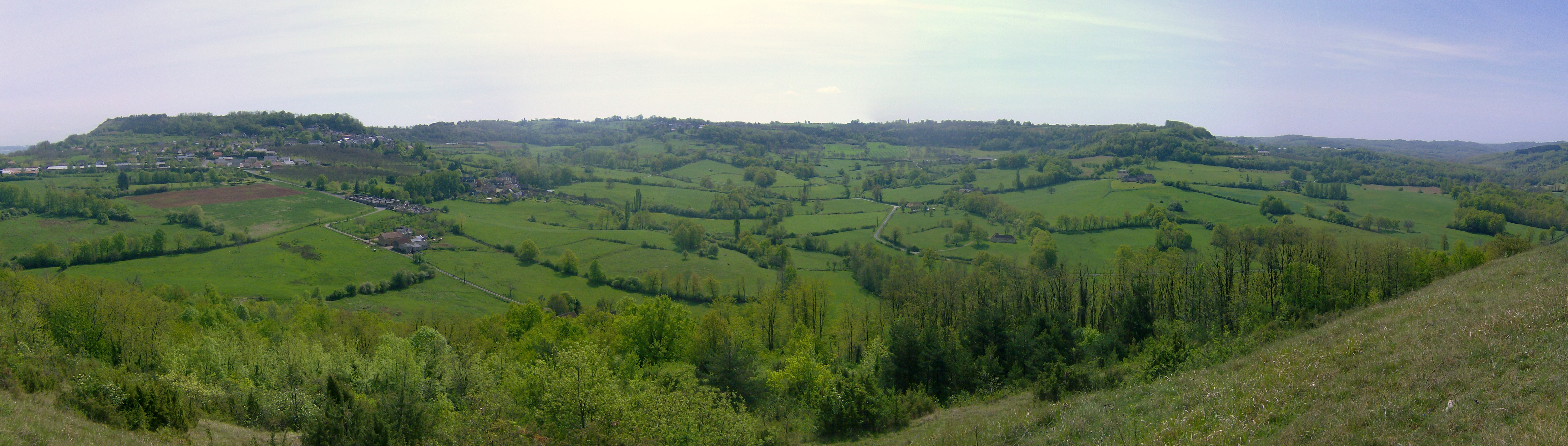
Vue sur les deux buttes-témoins d'Ayen depuis le Puy Guimont.

### Localisation

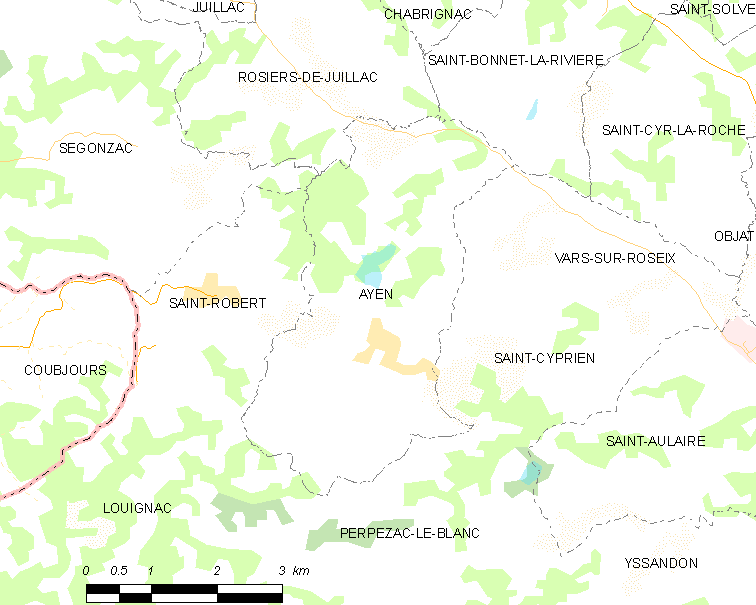
Carte de la commune.

### Climat
Pour des articles plus généraux, voir Climat de la Nouvelle-Aquitaine et Climat de la Corrèze.
Historiquement, la commune est exposée à un climat océanique aquitain.  
En 2020, Météo-France publie une typologie des climats de la France métropolitaine dans laquelle la commune est exposée à un climat océanique altéré et est dans la région climatique Ouest et nord-ouest du Massif Central, caractérisée par une pluviométrie annuelle de 900 à 1 500 mm, maximale en automne et en hiver.
Pour la période 1971-2000, la température annuelle moyenne est de 11,6 °C, avec  une amplitude thermique annuelle de 14,6 °C. Le cumul annuel moyen de précipitations est de 1 010 mm, avec 13 jours de précipitations en janvier et 7,3 jours en juillet. Pour la période 1991-2020, la température moyenne annuelle observée sur la station météorologique la plus proche, située sur la commune de Voutezac à 10 km à vol d'oiseau, est de 12,2 °C et le cumul annuel moyen de précipitations est de 1 014,2 mm,. Pour l'avenir, les paramètres climatiques de la commune estimés pour 2050 selon différents scénarios d’émission de gaz à effet de serre sont consultables sur un site dédié publié par Météo-France en novembre 2022.

## Urbanisme

### Typologie
Au 1er janvier 2024, Ayen est catégorisée commune rurale à habitat dispersé, selon la nouvelle grille communale de densité à 7 niveaux définie par l'Insee en 2022.
Elle est située hors unité urbaine. Par ailleurs la commune fait partie de l'aire d'attraction de Brive-la-Gaillarde, dont elle est une commune de la couronne,. Cette aire, qui regroupe 80 communes, est catégorisée dans les aires de 50 000 à moins de 200 000 habitants,.

### Occupation des sols
L'occupation des sols de la commune, telle qu'elle ressort de la base de données européenne d’occupation biophysique des sols Corine Land Cover (CLC), est marquée par l'importance des territoires agricoles (75,5 % en 2018), en diminution par rapport à 1990 (77,4 %). La répartition détaillée en 2018 est la suivante : 
prairies (41,1 %), zones agricoles hétérogènes (34,4 %), forêts (21,5 %), zones urbanisées (3 %).
L'évolution de l’occupation des sols de la commune et de ses infrastructures peut être observée sur les différentes représentations cartographiques du territoire : la carte de Cassini (XVIIIe siècle), la carte d'état-major (1820-1866) et les cartes ou photos aériennes de l'IGN pour la période actuelle (1950 à aujourd'hui).

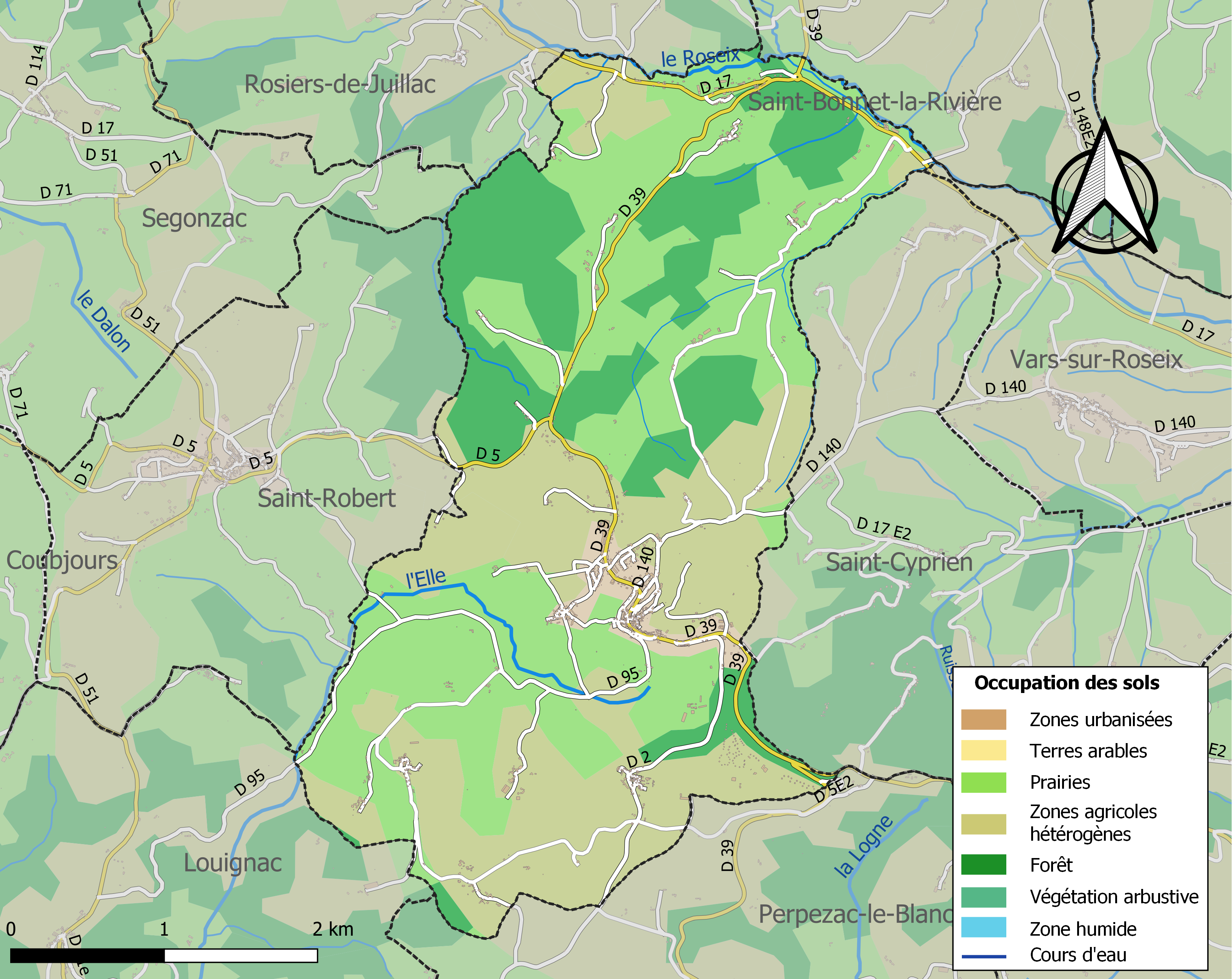
Carte des infrastructures et de l'occupation des sols de la commune en 2018 (CLC).

### Risques majeurs
Le territoire de la commune d'Ayen est vulnérable à différents aléas naturels : météorologiques (tempête, orage, neige, grand froid, canicule ou sécheresse), feux de forêts, mouvements de terrains et séisme (sismicité très faible). Il est également exposé à un risque particulier : le risque de radon. Un site publié par le BRGM permet d'évaluer simplement et rapidement les risques d'un bien localisé soit par son adresse soit par le numéro de sa parcelle.

#### Risques naturels

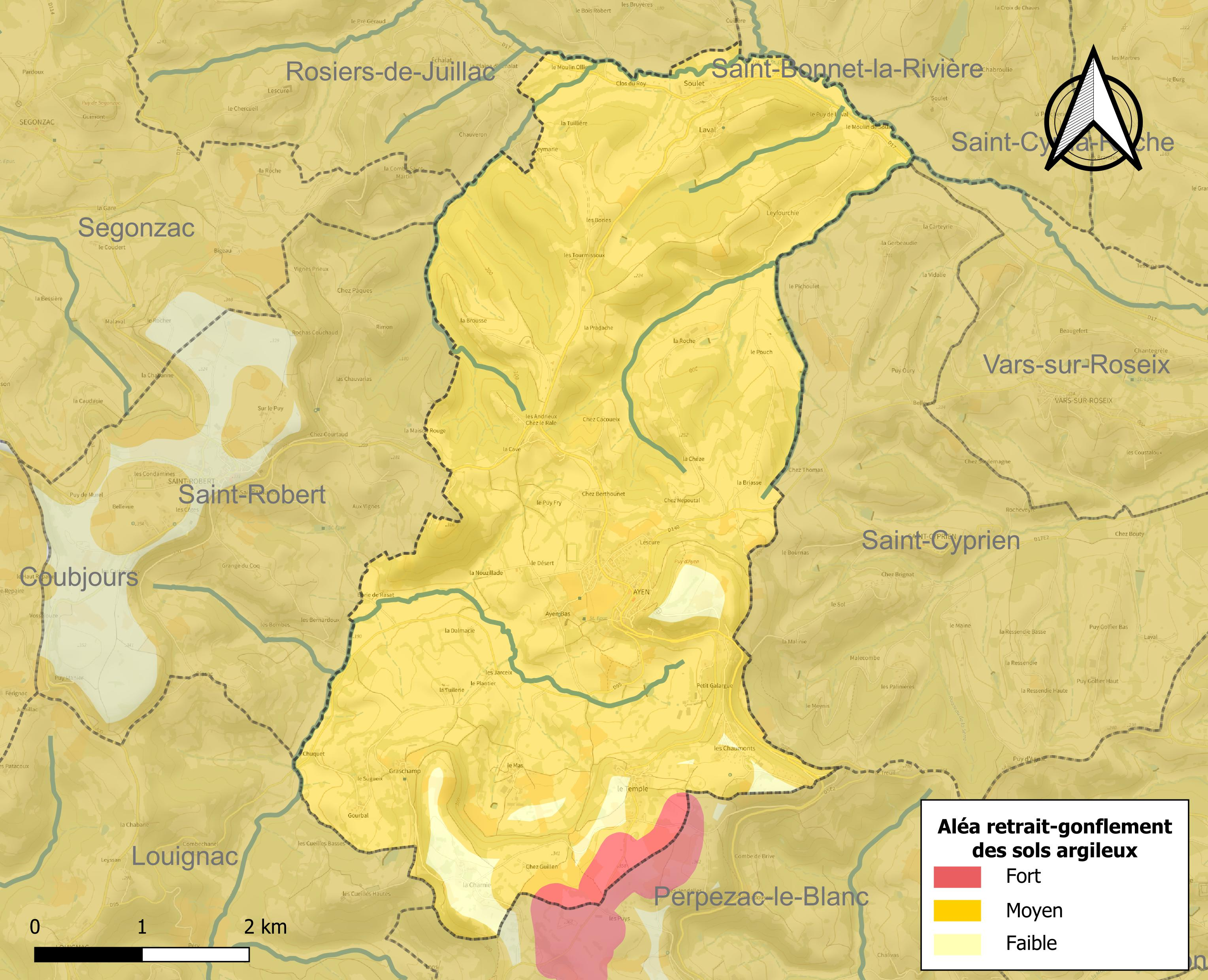
Carte des zones d'aléa retrait-gonflement des sols argileux d'Ayen.

La commune est vulnérable au risque de mouvements de terrains constitué principalement du retrait-gonflement des sols argileux. Cet aléa est susceptible d'engendrer des dommages importants aux bâtiments en cas d’alternance de périodes de sécheresse et de pluie. 96,5 % de la superficie communale est en aléa moyen ou fort (26,8 % au niveau départemental et 48,5 % au niveau national). Sur les 405 bâtiments dénombrés sur la commune en 2019,  383 sont en aléa moyen ou fort, soit 95 %, à comparer aux 36 % au niveau départemental et 54 % au niveau national. Une cartographie de l'exposition du territoire national au retrait gonflement des sols argileux est disponible sur le site du BRGM,.
Concernant les feux de forêt, aucun plan de prévention des risques incendie de forêt (PPRIF) n’a été établi en Corrèze, néanmoins le code de l’urbanisme impose la prise en compte des risques dans les documents d’urbanisme. Le périmètre des servitudes d'utilité publique et des zones d'obligation légale de débroussaillement pour les particuliers est quant à lui défini pour la commune dans une carte dédiée.

#### Risque particulier
Dans plusieurs parties du territoire national, le radon, accumulé dans certains logements ou autres locaux, peut constituer une source significative d’exposition de la population aux rayonnements ionisants. Certaines communes du département sont concernées par le risque radon à un niveau plus ou moins élevé. Selon la classification de 2018, la commune d'Ayen est classée en zone 3, à savoir zone à potentiel radon significatif.

## Histoire
Ayen est un ancien comté, qui fut érigé en duché en février 1737 pour Louis de Noailles.
En 1137, Ayen, comme toute l'Aquitaine, est réuni au royaume de France par le mariage d'Aliénor et de Louis VII, mais après le divorce d'Aliénor, elle passe sous domination anglaise.
Après deux siècles mouvementés durant lesquels les barons limousins se livrèrent à des guerres incessantes, les Anglais réoccupent Malemort et Ayen dont le château a été notamment occupé par Richard Cœur de Lion.
En 1415, les Brivistes soutenus par le roi Charles VI abattent le château de Malemort. Les survivants anglais qui l'occupaient se réfugient alors à Ayen. L'année suivante, les paysans du village mettent le siège au château.
Après 17 jours de blocus, vaincus par la famine et la soif, les Anglais se rendent. Afin d'éviter que la forteresse ne tombe aux mains de l'ennemi, Jean Ier de Comborn, futur chambellan de Charles VII, reçoit mission de raser le château d'Ayen.
Ayen fut une des étapes de la route dite de Richard Cœur-de-Lion qui guerroya en France deux siècles auparavant, depuis Ségur où il reste des vestiges du passage de sa troupe, en passant par Pompadour, Juillac, Ayen, et Noailles, pour finir sa vie tué au siège de Châlus en Limousin en 1199.
En 1842, les communes du Temple-d'Ayen et d'Ayen, canton d'Ayen, arrondissement de Brive (Corrèze), sont réunies en une seule, dont le chef-lieu est fixé à Ayen.

### Les Templiers et les Hospitaliers
L'ancienne commune Le Temple d'Ayen est une des plus anciennes commanderies de l'ordre du Temple puis une des plus importantes du temps des Hospitaliers de l'ordre de Saint-Jean de Jérusalem au sein de leur langue d'Auvergne.

## Politique et administration

### Politique de développement durable
C’est en 2000 que le village d’Ayen a lancé ses actions pour le développement durable en signant la Charte des Droits et Devoirs des Villages, lors de l’assemblée générale de l’association Notre Village.
En 2005, la même association propose à Ayen, qui accepte, le label « Notre Village Terre d’Avenir » visant l’équilibre social, la protection de l’environnement et l'économie responsable. Le premier programme de l’opération comportera 55 actions et le village se verra labellisé de une « hirondelle », de deux « hirondelles » en 2010 et de trois « hirondelles » en 2014.
La commune a confirmé sa politique de développement durable en lançant une démarche d'Agenda 21 en 2006. La commune s’inscrit dans le label Agenda 21 local et l’obtient en 2007 en devenant à cette époque la plus petite collectivité de France à posséder cette distinction. Le programme des agendas 21, construit avec le comité de pilotage, regroupant les habitants et les élus, va passer de 70 actions en 2007 à presque 170 en 2014. Cette démarche fut reconnue par le ministère de l’écologie.
Aussi, le village crée le collectif associatif réunissant des adhérents individuels, associatifs ou privés. Cela permet de créer une véritable synergie entre acteurs locaux sur les thématiques responsables.
Enfin, depuis mai 2014, un service de covoiturage « EcoSyst’M » a été mise en place à Ayen. Le système fonctionne sur une monnaie locale permettant aux conducteurs d’échanger leur fichets kilométriques contre des « Y’ACA » qu’ils peuvent utiliser dans les commerces partenaires. Les commerces échangeant ensuite cette monnaie contre des euros. Cela permet d’optimiser les déplacements en voiture mais aussi de créer du lien et de l’entraide pour rompre la fracture sociale pouvant s’installer chez les personnes ne pouvant plus se déplacer seules. Ainsi, en une année de mise au point, EcoSyst’M a vendu 5 550 km et injecté 93 € dans l’économie locale.
Le Bilan du durable à Ayen est plus que satisfaisant, avec la mise en place d’équipements de proximité, l’action village solidaire, la sauvegarde du groupe scolaire, l’accueil de nouveaux artisans, etc. Pour plus d'information, consultez le site  "Ayen : le durable a son village".

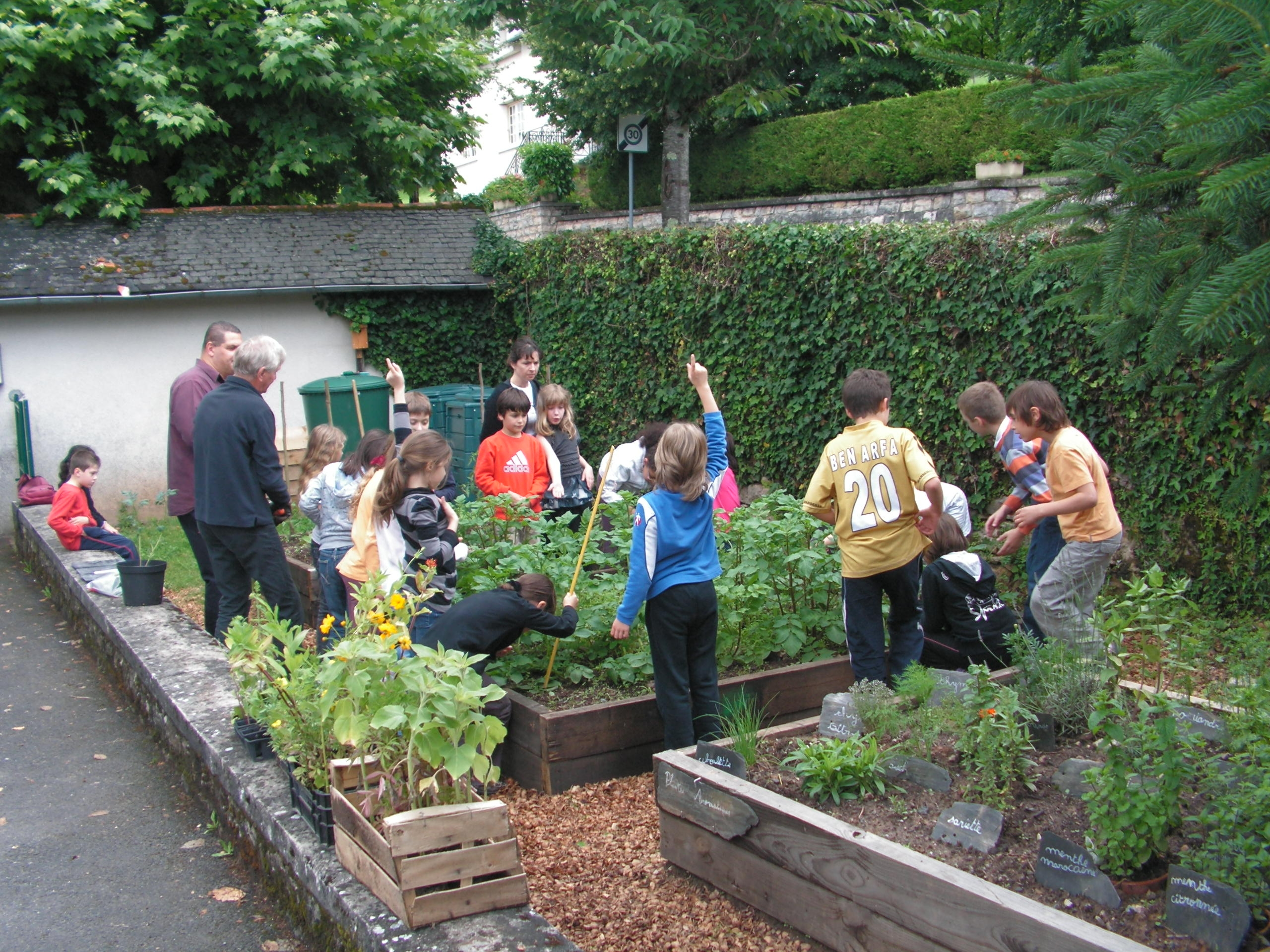
élèves devant un potager.

### Politique environnementale
Dans son palmarès 2024, le Conseil national de villes et villages fleuris de France a attribué trois fleurs à la commune.

## Démographie
L'évolution du nombre d'habitants est connue à travers les recensements de la population effectués dans la commune depuis 1793. Pour les communes de moins de 10 000 habitants, une enquête de recensement portant sur toute la population est réalisée tous les cinq ans, les populations de référence des années intermédiaires étant quant à elles estimées par interpolation ou extrapolation. Pour la commune, le premier recensement exhaustif entrant dans le cadre du nouveau dispositif a été réalisé en 2004.

En 2022, la commune comptait 712 habitants, en évolution de −1,25 % par rapport à 2016 (Corrèze : −0,59 %, France hors Mayotte : +2,11 %).
| 1793 | 1800 | 1806 | 1821 | 1831 | 1836  | 1841  | 1846  | 1851  |
| ---- | ---- | ---- | ---- | ---- | ----- | ----- | ----- | ----- |
| 947  | 935  | 978  | 958  | 974  | 1 007 | 1 198 | 1 263 | 1 269 |

| 1856  | 1861  | 1866  | 1872  | 1876  | 1881  | 1886  | 1891  | 1896  |
| ----- | ----- | ----- | ----- | ----- | ----- | ----- | ----- | ----- |
| 1 366 | 1 326 | 1 333 | 1 326 | 1 330 | 1 290 | 1 247 | 1 136 | 1 185 |

| 1901  | 1906  | 1911  | 1921  | 1926 | 1931 | 1936 | 1946 | 1954 |
| ----- | ----- | ----- | ----- | ---- | ---- | ---- | ---- | ---- |
| 1 194 | 1 240 | 1 242 | 1 010 | 967  | 930  | 906  | 867  | 847  |

| 1962 | 1968 | 1975 | 1982 | 1990 | 1999 | 2004 | 2006 | 2009 |
| ---- | ---- | ---- | ---- | ---- | ---- | ---- | ---- | ---- |
| 761  | 733  | 654  | 704  | 682  | 623  | 669  | 686  | 708  |

| 2014 | 2019 | 2022 | - | - | - | - | - | - |
| ---- | ---- | ---- | - | - | - | - | - | - |
| 727  | 701  | 712  | - | - | - | - | - | - |

## Économie

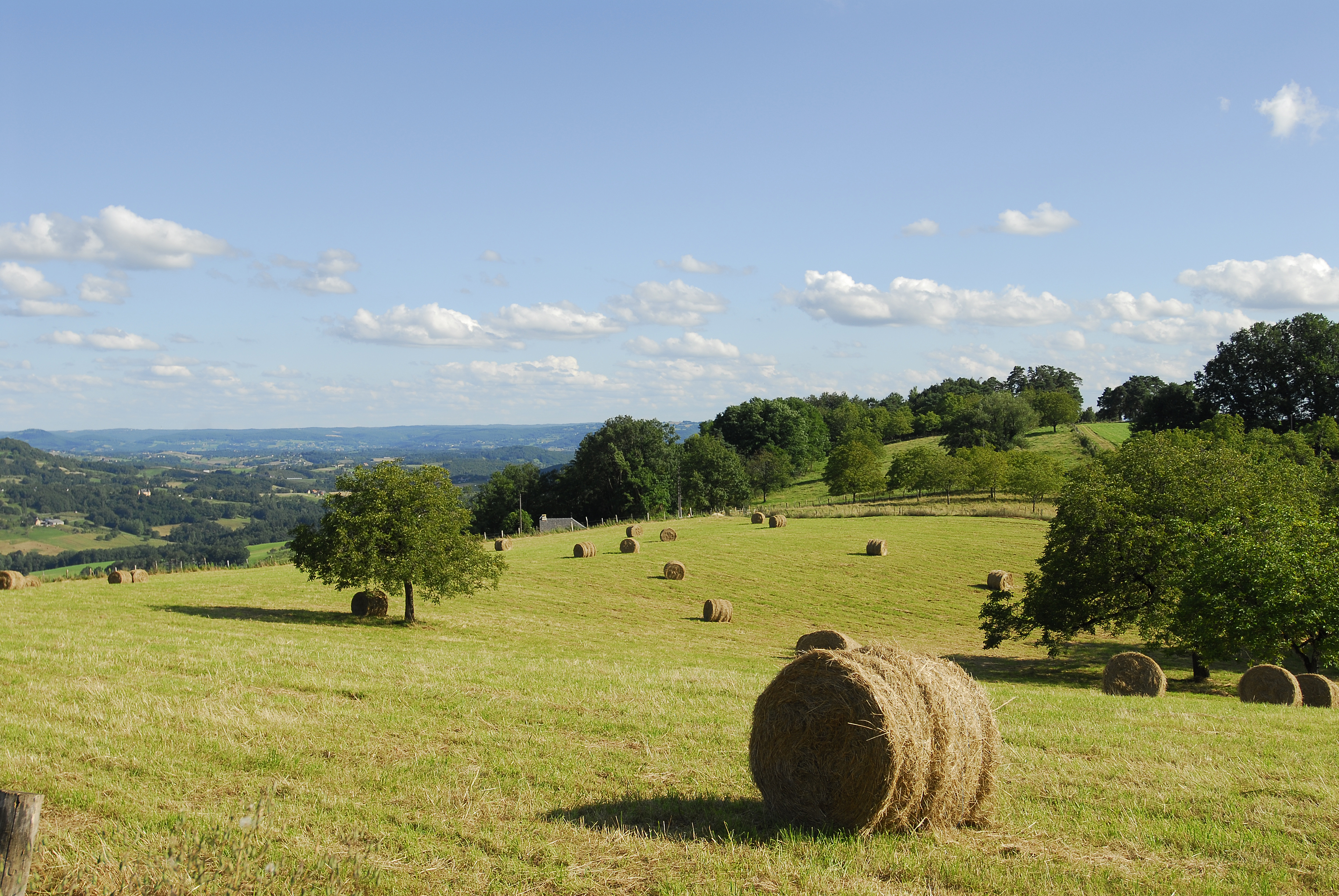
Champs.

En 2012, selon une étude statistique de L’Insee, 69,5 % des Ayennois étaient actifs (soit 13 points de pourcentage de plus que la moyenne nationale), 6,2 % étudiants, 9,6 % inactifs et 8,7 % retraités. Cela reflète du dynamisme de la population.
Selon la même étude, la répartition des activités étaient de 40 % pour l’agriculture, 38 % pour les commerces, 18 % pour les administrations publiques, enseignement, santé, action sociale et le reste de construction et d’industrie.

## Culture locale et patrimoine

### Lieux et monuments
- Église Sainte-Madeleine d'Ayen. Enfeu classé du XIIe siècle de l'église (XXe siècle) - (après la destruction de l'église paroissiale d'Ayen bas en 1894, les six enfeus ont été remontés autour de la nouvelle église paroissiale).

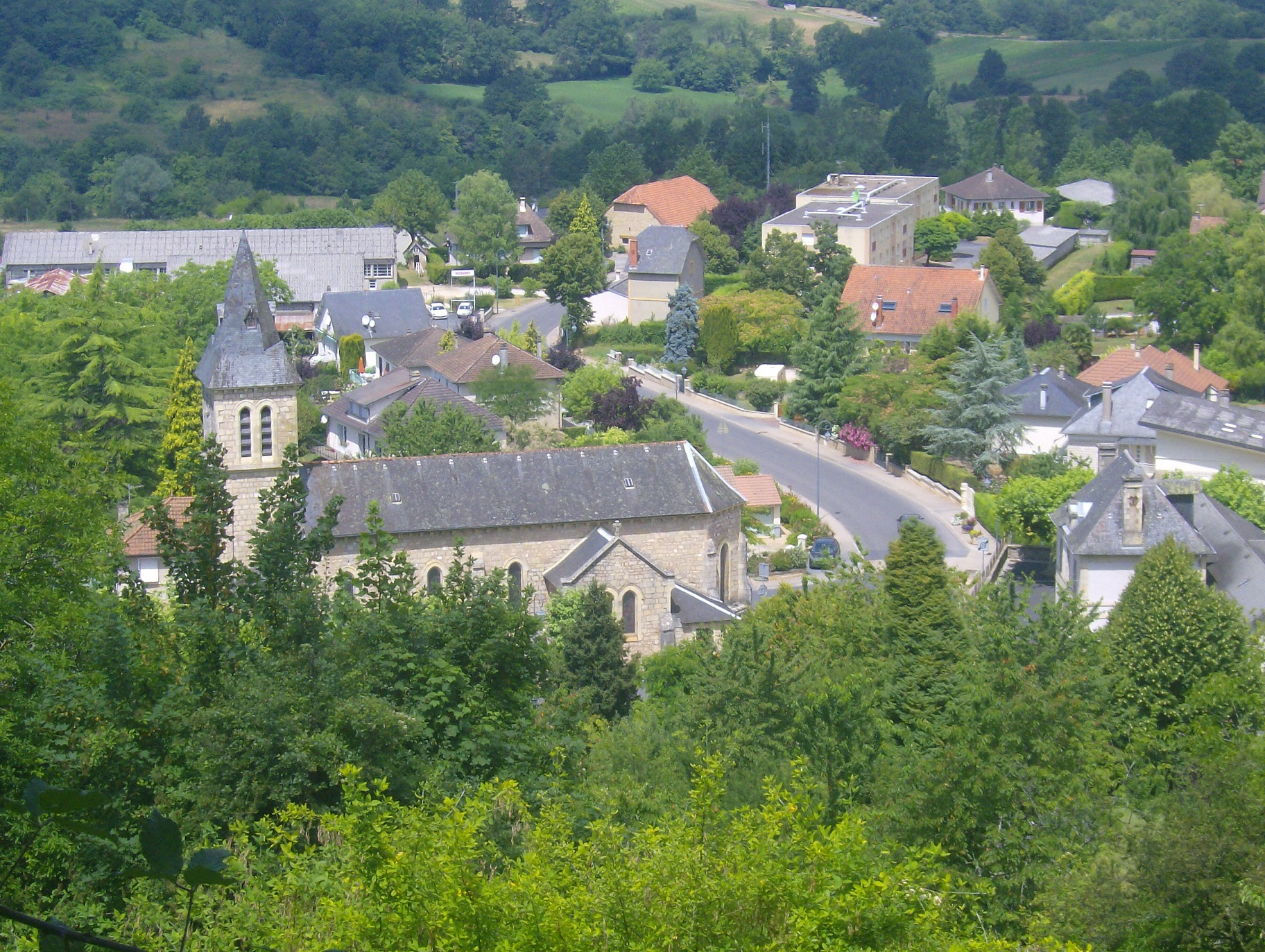
Église d'Ayen

- Panorama depuis les remparts de Ayen-Haut et la table d'orientation (360 degrés).
- Vieux village dans le Bas Ayen.
- Fontaine de L'Homme qui crache située dans le Bas Ayen.

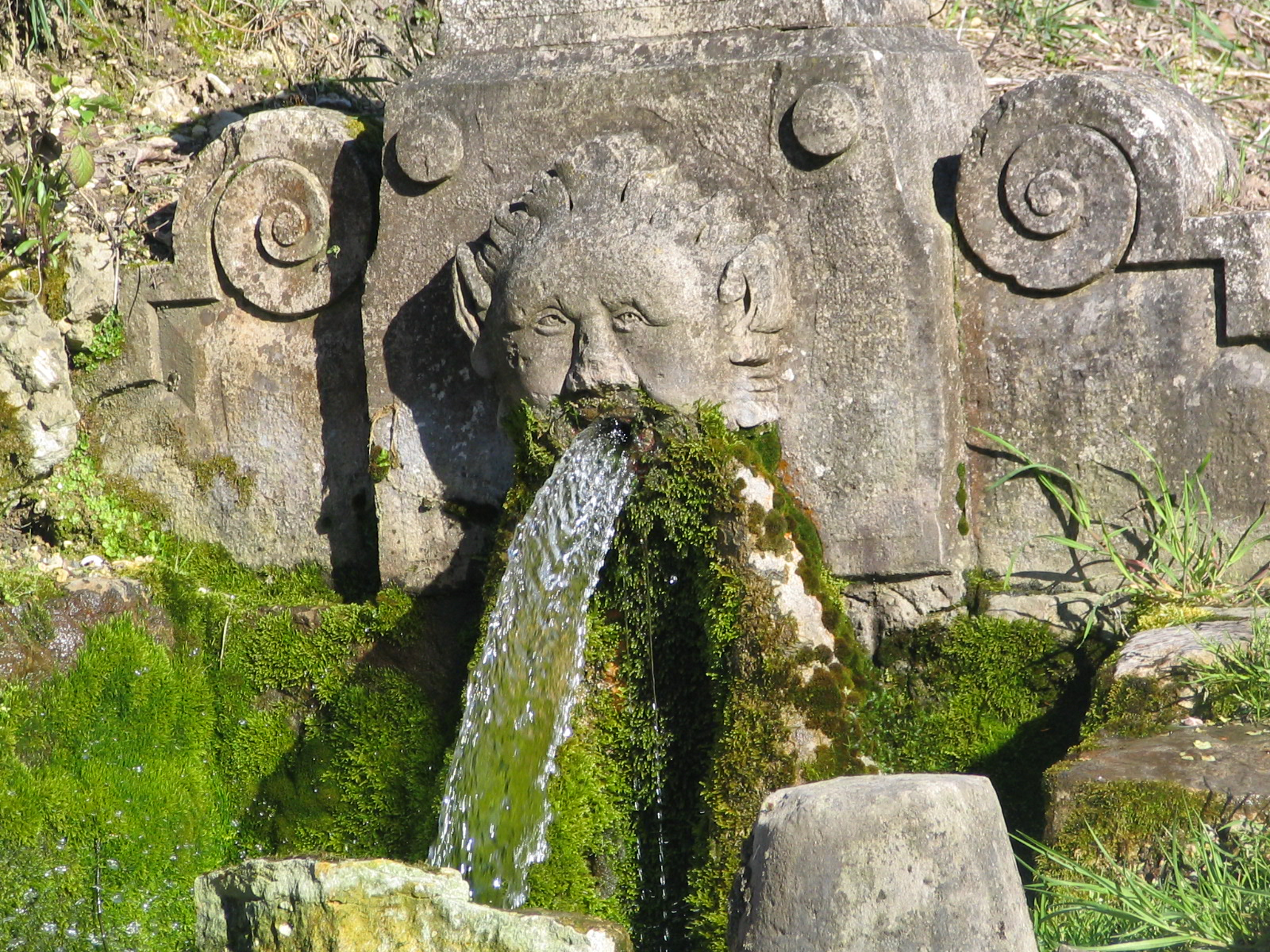
Fontaine de l'Homme qui crache

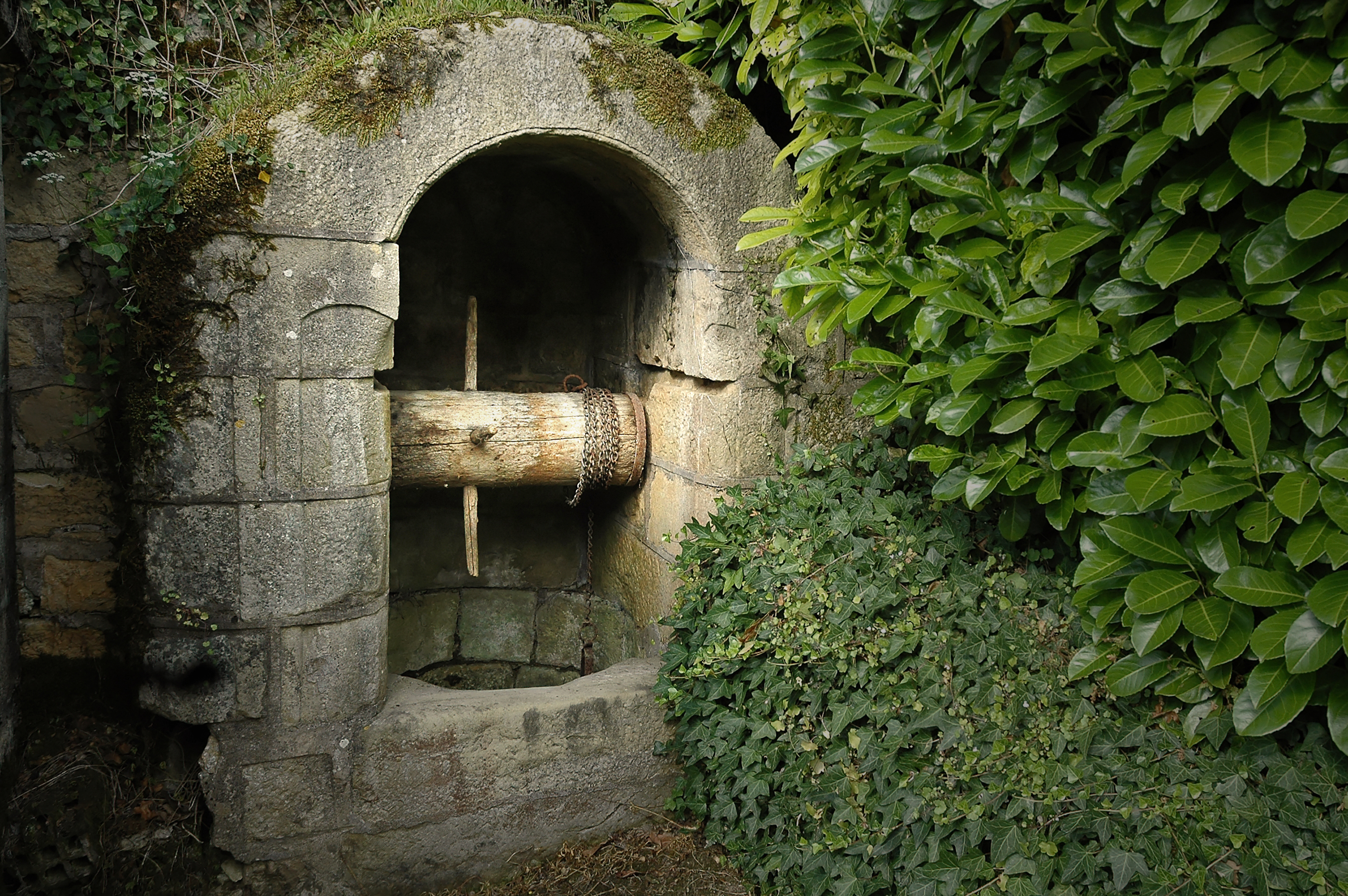
Puits

- Le Temple d'Ayen: ancienne commanderie templière puis hospitalière
- Lieu-dit la Charnie, anciennement la Charmille qui appartenait à la commanderie du Temple d'Ayen[28]
- Château la Chabroulie, Ayen Bas

- Hôtel noble Razat, Ayen Bas

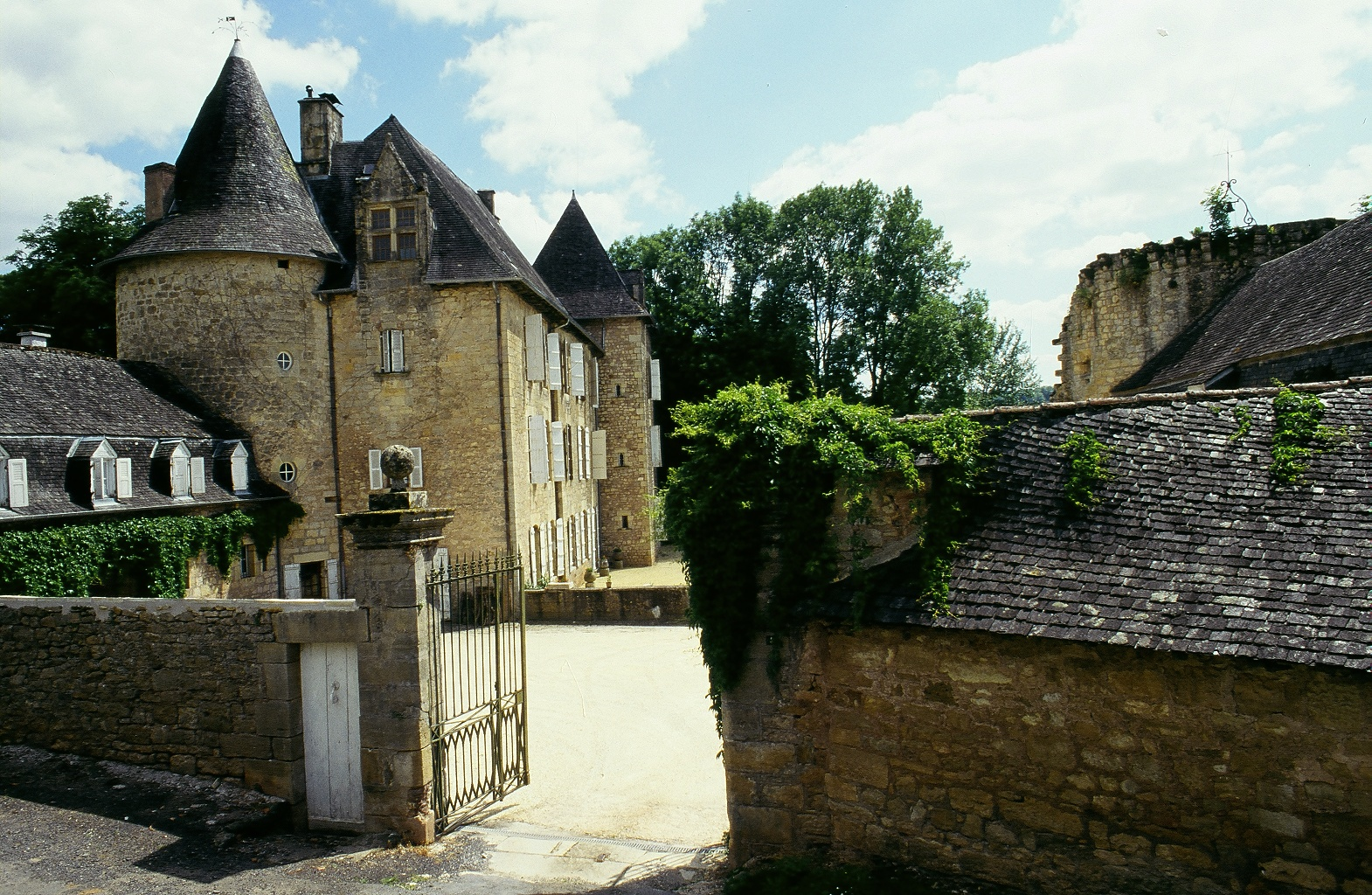
Château la Chabroulie

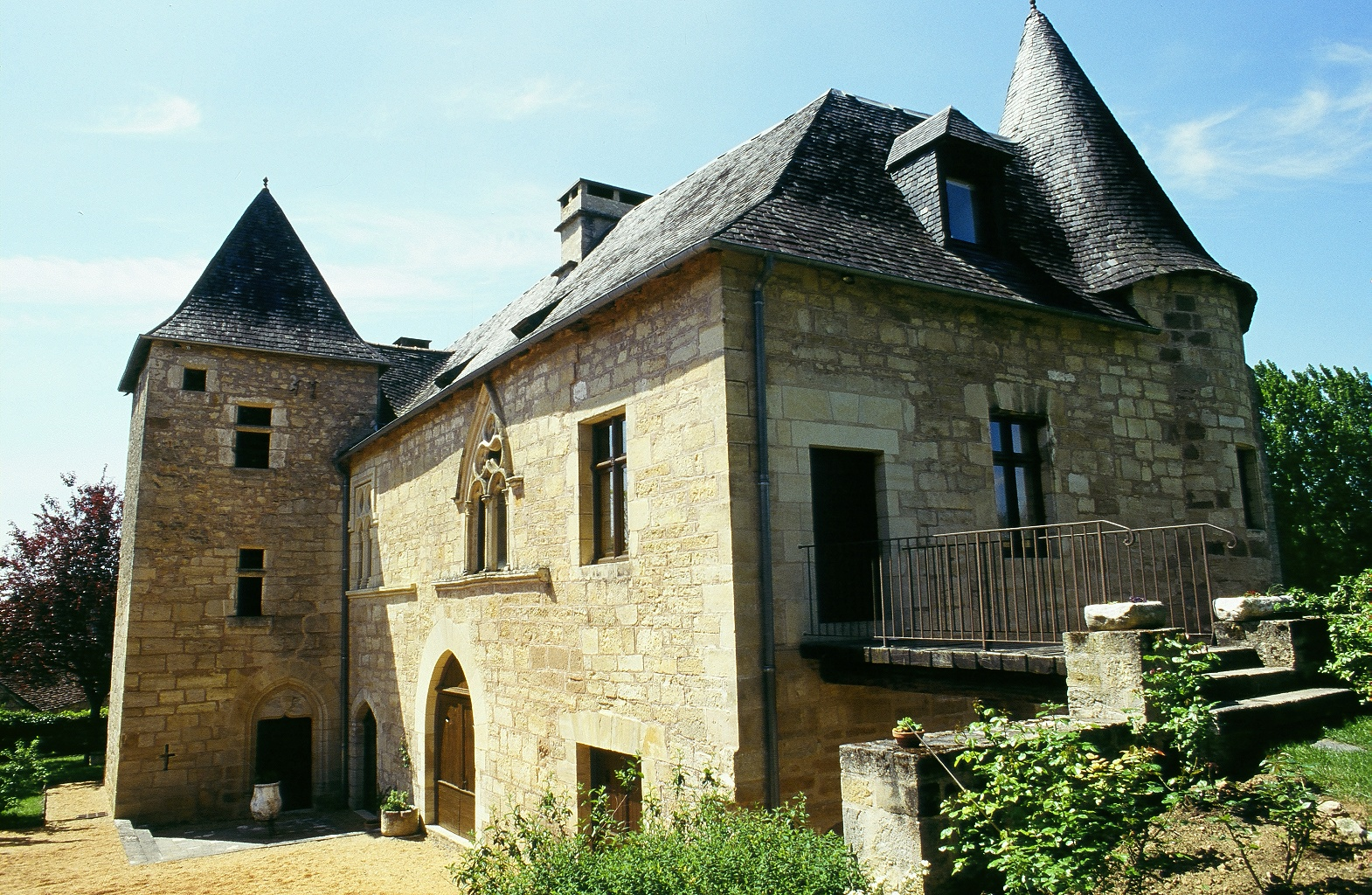
Hôtel noble Razat

- Ancien pavillon de chasse Besse-Nouvion[29] et sa tour colombier construit par la famille de Pierre de Besse à partir de 1674 à Ayen Haut. Le médecin Henri Nouvion est né dans cette maison.

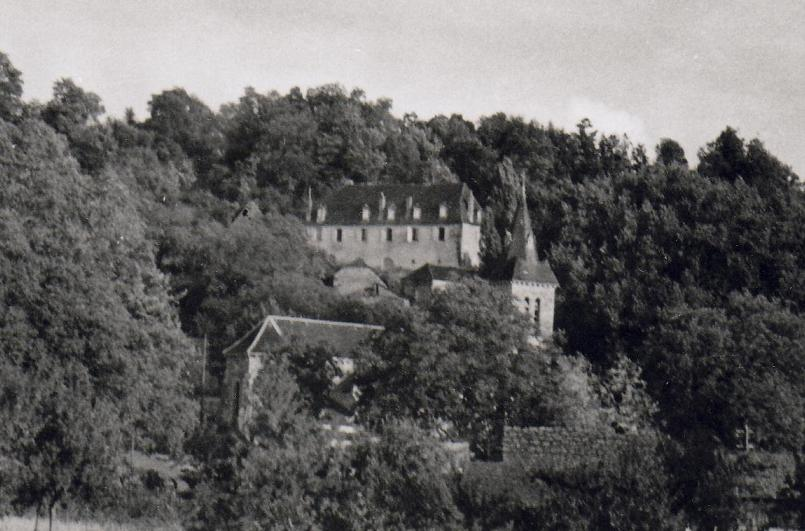
Ancien pavillon de chasse Besse-Nouvion construit par la famille de Pierre de Besse (1674) - photo c. 1900

### Personnalités liées à la commune
- La famille de Noailles et plus particulièrement le maréchal de France Louis de Noailles (1713-1793), comte d'Ayen puis (1737-1766) 1er duc d'Ayen.
- Henri Fabre (journaliste) (1876 Ayen-1969 Brive) connu sous le pseudonyme d'Henri Dayen, journaliste politique.
- Jules Toutain (1865-1961), archéologue et professeur au Collège de France.
- Georges Mathieu (1882-1917), archiviste et historien, publie une chronique sur Ayen de 1560 à 1585. Son nom est inscrit au Panthéon dans la liste des 560 écrivains morts pour la France.
- Henri Nouvion (1900-1982), médecin français, inventeur du spiroscope compensateur.
- André-Pierre Nouvion (1939-  ), juriste et historien du droit français
- Louis Mareuse (1935-1967), maire d'Ayen dont l'intervention lors de l'occupation allemande en juillet 1944 a incité les allemands à quitter le village. La place du village, en sa mémoire, porte le nom Louis Mareuse.

### Héraldique
| Ayen | Son blasonnement est : Tiercé en fasce : au 1er de La Religion, au 2e d'azur aux trois fleurs de lys d'or ordonnées 2 et 1, au 3e de gueules à la bande d'or. |